# Frisanco
Die Gemeinde Frisanco  (furlanisch Frisanc) liegt in Nordost-Italien in der Region Friaul-Julisch Venetien. Sie liegt nördlich von Pordenone und hat 593 Einwohner (Stand 31. Dezember 2023). Die Gemeinde liegt 500 Meter über dem Meer und umfasst ein Gemeindegebiet von  61,20 km². 
Die Gemeinde umfasst neben dem Hauptort Frisanco zwei Fraktionen, Casasola und Poffabro. Letztere ist Mitglied der Vereinigung I borghi più belli d’Italia (Die schönsten Orte Italiens).
Die Nachbargemeinden sind Andreis, Barcis, Cavasso Nuovo, Claut, Fanna, Maniago, Meduno, Tramonti di Sopra und Tramonti di Sotto.